# Эвгемер
Эвгемер (Евгеме́р) из Мессены (греч. Εὐήμερος, лат. Euhemerus; около 340 до н. э. — около 260 до н. э.) — греческий философ из школы киренаиков, живший при дворе македонского царя Кассандра. Сведений о жизни философа практически не сохранилось, но он сам упоминал, что был придворным Кассандра (правил в 306—297 гг. до н. э.), одного из диадохов Александра Великого. Город рождения не известен: Эвгемера называли акрагантинцем и тегеатом. Чаще всего — мессенцем, как упоминал Полибий, но при этом не известно, имеется в виду Мессена на Пелопоннесе или в Сицилии (что вероятнее).
Эвгемер известен учением, вошедшим в историю религии как эвгемеризм, согласно которому вера в богов возникла из культа умерших или живущих великих людей (правителей, жрецов, философов), возведённых за свои заслуги в степень божеств. Кроме того, Эвгемер был одним из первых социальных утопистов, о чём вспоминают гораздо реже. При этом как обожествление монархов и героев, так и написание утопии — лишь составляющие его главной идеи: принести в цивилизацию (и Вселенную в целом) обоснованный единый миропорядок. Однако исторически сложилось так, что под эвгемеризмом понимают не цельное мировоззрение философа, а лишь его концепцию человеческого происхождения богов.
Его произведения уцелели лишь во фрагментах. Упомянут в списке атеистов, который составил Клитомах Карфагенский. Как и Феодора из Кирены, Эвгемера называли Безбожником, что упоминают Филодем, Цицерон, Климент Александрийский и другие. Секст Эмпирик упоминает о поэте Каллимахе, который писал о философе даже в стихах: «Старец-обманщик, безбожные кем нацарапаны книги». Каллимах упоминал Эвгемера первым из известных авторов, тексты же Полибия и Эратосфена, о которых упоминал Страбон (I, 104), не сохранились. Самый обширный источник о работах философа — Диодор Силицийский, который в пятой книге «Исторической библиотеки» пересказывает содержание описания вымышленного о. Панхеи из «Священного списка» Эвгемера. Известно, что Диодор также упоминал философа в шестой книге, которая не сохранилась до нашего времени, но фрагмент об Эвгемере был процитирован Евсевием.
В России этому философу вплоть до недавнего времени уделяли мало внимания. Известны лишь две работы начала XX века: С. Степанова (1911) и Г. Пригоровского (1926).

## Концепция обожествления великих личностей
Эвгемеру принадлежит сочинение «Священный список» (или «Священная запись»; греч. Ἱερὰ ἀναγραφή), в латинском переводе Энния названное «Священной историей» (лат. Sacra historia; перевод утрачен, фрагменты сохранились у некоторых авторов, большей частью у Лактанция). Это произведение сохранилось лишь во фрагментах, цитируемых главным образом у Диодора Сицилийского. Однако в античности данное сочинение Эвгемера пользовалось большим успехом и было переведено на тридцать языков, став, если можно так сказать, бестселлером. 
Сохранившиеся фрагменты сочинения демонстрируют неприятие Эвгемером традиционной греческой религии. По его мнению, боги Греции первоначально были царями, героями, завоевателями или благодетелями народа, впоследствии обожествлёнными. Например, Эвгемеру приписывается утверждение, что Зевс был великим воином, древним царём Крита, а его могилу в Кноссе показывали любопытным.
«Священный список» пользовался большой популярностью в античности. Идеи Эвгемера получили распространение у других авторов, впоследствии оформившись в целое учение о происхождении религии, несмотря на то, что описанные философом места и события носят явно вымышленный характер. Образно можно сказать, что Эвгемер взял максиму Протагора «человек есть мера всех вещей» и расширил её до «меры богов»: боги созданы людьми и из людей.
Концепция Эвгемера получила такое распространение в Древней Греции, вероятно, по причине уже существовавшей традиции посмертного обожествления героев, а также зарождения новой — обожествления себя при жизни эллинистическими. Так, согласно философу, Зевс учредил культ как своего отца, так и свой собственный — что и обеспечило ему отношение народа как к богу в дальнейшем. Во многом древнегреческие боги ведут себя как люди, а древнегреческие авторы трагедий нередко изобретали новые мифы и их трактовки, так что эвгемеризм всё свёл в стройную систему. При этом эвгемеризм как идея появился ещё до Эвгемера. Он оформил концепцию, но ещё Геродот высказывал рационалистическое понимание событий Троянской войны, а софист Продик считал богов великими людьми древности.
Несмотря на de facto разоблачение религии как веры в сверхъестественное, Эвгемер (как и Эпименид, Скитобрахион и другие эвгемеристы) сохранял к богам благочестивую почтительность, в том числе и в традиционной космогонической роли.
Значение концепции Эвгемера с точки зрения мифографии в том, что мифология возвращает себе теологическую и историософическую функции. Дело в том, что они ко времени жизни писателя были фактически утеряны: с одной стороны, логографы лишь занудно перечисляли мифологические сведения без попытки их осмысления, с другой — поэты фантазировали на тему без каких-либо оснований. Эвгемер же свёл мифографию в единое целое, вернув истории священного и сакральную значимость, и увлекательность изложения.
Приписывание Эвгемеру стремления уничтожить веру в олимпийских богов, как и атеизма в прямом смысле слова — очень тенденциозная и ложная интерпретация его взглядов.
Учение Эвгемера не является рационалистической критикой мифов, то есть сведением их к неким естественным событиям, впоследствии искажённым в поэтических описаниях. Такой позиции в античности придерживался, например, Палефат. В отличие от него, Эвгемер не отрицает мифы, а находит для них исторический контекст. Не затрагивая сверхъестественные деяния богов, он создаёт им историческую биографию, учитывающую сложившуюся мифологию. По выражению Греты Хос «эвгемеризм демонстрирует в целом историцистское понимание мира».
М. Виньярчик писал, что Эвгемер в «Священной записи» не интерпретировал мифологию, а выдвигал гипотезу происхождения религии. Задолго до него С. Г. Степанов считал, что философ пытался объяснить мифы с прагматической точки зрения, трактуя их, исходя из концепции «почитания полезного». Однако подобные объяснения являются интерпретацией сами по себе, и это толкование направлено на историческое обоснование культа «земных богов».
Критика Эвгемера религии была положительно воспринята некоторыми раннехристианскими авторами, которые трактовали её в плане борьбы с язычеством. Так, Климент Александрийский писал: «Мне удивительно, каким образом Евгемера-акрагантийца… и многих других… разглядевших лучше остальных касающееся богов заблуждение, назвали безбожниками. Ведь хотя они не постигли истину, но предположили ошибку».
С другой стороны, в то же время эвгемеризм используется и критиками христианства в межрелигиозной полемике.
В 1777 году Вольтер опубликовал книгу «Диалоги Эвгемера» («Dialogues d’Evhemere»), в которой со своей точки зрения описал мировоззренческие проблемы, использовав художественный приём сократического диалога. Текст оформлен как дискуссия между философом Эвгемером, который выражает мнение автора, и неким афинянином Калликратом. При этом образ Эвгемера у Вольтера исторически недостоверен. Например, он описан как деист, выступающий против атеизма.
В дальнейшем, в XIX веке, эвгемеристический подход использовали Фридрих Штраус и Эрнест Ренан, которые рассматривали Иисуса Христа как историческую личность с религиозно мифологизированной историей.

## Социально-политическая позиция философа
Распространённое понимание концепции Эвгемера только в религиозном плане рационализации мифа неполно. Сама идея обожествления героев и правителей не нова, и философ, по сути, лишь оформил уже существующую традицию как учение. Однако важно понимать, что существовала политическая цель: его «Священная запись» была создана во времена борьбы диадохов, и обожествление монарха было идеологическим приёмом мобилизации народных масс на признание его власти. Эвгемер в своём труде указывает на давность такого подхода, приводя традицию современных событий к самим началам истории, включая мифологическую. И если он действительно уроженец Мессены в Сицилии, то местные монархи часто требовали почитания по сути на божественном уровне, особенно в Сиракузах. Так что концепция удобно для практического применения ложится на местную историю.
М. К. Трофимова на этом основании обосновала предположение, что произведения Эвгемера в первую очередь служили обоснованием новых форм абсолютной власти. Эвгемер считал, что традиционные, природные боги упорядочивают Хаос, а боги социума, некогда бывшие выдающимися людьми, играют аналогичную роль в обществе, приводя его от социального хаоса к справедливому миропорядку. При этом боги имеют глобальное, всеобщее влияние на космос и социум ойкумены соответственно — и чтобы перемена в социуме заслуживала божественности, она должна быть именно всеобщей. Отсюда понимание монархии как самого правильного общественного строя и одобрение [условно] всемирных военных походов.
Религиозно-политические идеи Эвгемера получили большее развитие в Риме, а не в Греции. Хотя философа и причисляли к безбожникам (см., например, Sext. Empir. Adv. Math. IX. 2.1), что не одобрялось, его концепция использовалась как обоснование для деификации (обожествления) правителя или другого выдающегося человека. Энний перевёл «Священную запись» на латынь уже в первой половине II в. до н. э., в связи с чем М. Виньярчик выдвинул гипотезу подготовки обожествления Сципиона Африканского мотивации для осуществления перевода. Цицерон цитировал Эвгемера и признавал важность его учения для формирования римских представлений об обожествлении, хотя и относился к философу критически как уничтожителю религии (De natura Deorum: I.118-119).
На восприятие эвгемеризма римлянами влияло и их отношение к прецедентам, на чём основывалось римское право. В связи с такой особенностью восприятия события, которые свершились в древности и были признаны правильными, воспринимались, по сути, как юридические прецеденты. Таким образом, объединение мифической истории с действительной срабатывало как аргумент допустимости повторения деификации личностей и в настоящем.
Р. Г. Назиров отмечает: «Эвгемер в своей поэме описал не прошлое, а будущее культуры — дивинизацию монархов и харизматических вождей».
Наряду с более популярной точкой зрения пропаганды абсолютизма со стороны Эвгемера и восприятия «Священной записи» — как «зеркала для монархов» некоторые историки высказывали и противоположную точку зрения: «Запись» — это сатира, написанная как раз для борьбы с обожествлением правителей.

## Роль обожествления в политике
Когда Александр Македонский дошёл до Азии, он тем самым осуществил переход из античного мира философов и антропоморфных богов в мир иррациональный, наполненный мистикой и мифологией. В отличие от привычной ему Эллады, на Востоке было недостаточно просто захватить территорию, чтобы быть признанным как правитель — факт завоевания должен был быть объяснён «высшей», сверхъестественной причиной, ибо это есть изменение миропорядка. Поэтому требовался миф, который давал бы Александру «божественное право» подчинять себе народы.
В Египте жрецы, привычные к обожествлению фараонов, сразу поняли этот нюанс и провозгласили его сыном Амона-Ра. Идея нашла понимание, Александр сам начал использовать этот титул, а в Грецию наместнику Антипатру был отправлен указ считать его сыном Зевса. Миф создавался на глазах у сограждан, его мать, царица Олимпиада возмущалась, но историограф Каллисфен уже записывал божественное происхождение в «Деяния Александра»…

При жизни Александра Македонского управление страной опиралось на его авторитет, и после распада империи диадохи в сакральном смысле продолжали опираться на всё тот же миф, что нельзя было счесть надёжным основанием. Э. Бикерман очень метко сформулировал проблему:
«Ничто в греческих обычаях не препятствовало какому-либо лицу провозгласить себя богом. Трудность была лишь в том, чтобы найти верующих». 
Историки считают, что Эвгемер жил при дворе Кассандра, сына Антипатра, которые стал царём Греко-Македонского царства в 306 году до н. э. Его-то социальный заказ, вероятно, и выполнил философ, мудро не оправдывая миф об Александре отдельно, а указав на историчность всех общеизвестных мифов. В результате Эвгемер не только обосновал на божественном уровне концепцию абсолютной монархии, но также дал возможность использовать для государственного управления массами столь мощный инструмент, как религия.
Вопрос возникновения идеи обожествления у Эвгемера остаётся дискуссионным. Некоторые историки считают, что Эвгемер брал образец с Египта в плане жёсткого кастового обустройства и корпоративности общества. В. А. Гуторов не согласен с этой концепцией, указывая на добровольность подчинения народа жреческой аристократии, идея же «прерогативы царской власти» не проявляется.
Возможно, Эвгемер был вдохновлён Уранополем («Небесным городом»), основанным Алексархом, сыном Антипатра, на вершине горы Афон (Strab., VII fr. 35). Основатель отождествлял себя с Гелиосом, чеканил монеты с изображением звёзд, Солнца, Луны и надписью «ουφρανιδαι» («дети неба»), и даже пытался ввести искусственное наречие, в котором было много архаизмов и намеренных искажений слов. Сведений об общественном устройстве этого полиса не сохранилось.
Новая традиция обожествления правителей «согласно наличию власти», формально, имела нюанс: в отличие от древних героев и действительно выдающихся личностей, таких, как Александр Македонский, они признавались равными богам, но не самими богами, сочетали в себе божественную и человеческую природу. Так, Птолемей Сотер принимал «равнобожеские» почести: приравнивался к богу, но не являлся таковым. Отмечается, что если речь шла о богах религий, то их имена обычно писались без указания «бог» (то есть общеизвестно), а вот официальные тексты о правителях содержат цитаты вида «бог Антиох», «богиня Аполлонида» и тому подобные.
В новейшей истории обожествление исторических личностей практически невозможно, но возник феномен эвгемеризации, выделенный Эриком Берном.

## Утопия Панхейи
Судя по сохранившимся отрывкам, «Священная история» представляла собой рассказ о вымышленном путешествии, своего рода философскую утопию, где в занимательной форме излагались взгляды Эвгемера.

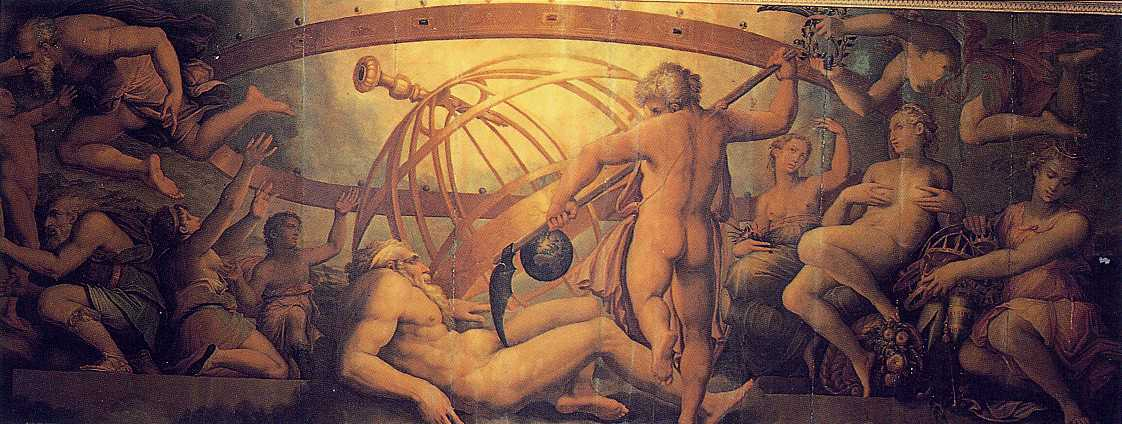
Оскопление Урана Кроносом. Джорджо Вазари и Жерарди Христофано, XVI век, Палаццо Веккьо, Флоренция

В тексте «Священного списка» приводятся древние надписи, будто бы увиденные автором во время странствий. Согласно Евсевию Кесарийскому, Эвгемер уверял, что достиг этого острова во время плавания по Красному морю вдоль берегов Аравии, предпринятого по повелению Кассандра.
Повествователь уверяет, что на острове Панхея (или Панхайа) он видел в храме Зевса золотой столп, на который был нанесён перечень родившихся и умерших богов, а первыми царями острова назывались Уран, Кронос и Зевс.

Культ Зевса на Панхейе, согласно Диодору, устанавливал сам Зевс (Diod. VI. 1, 6-7), то есть боги представляются героями прошлого:
«На необычайно высоком холме стоит здесь святилище Зевса Трифилия, сооруженное им самим в то время, когда он, пребывая ещё среди людей, царствовал над миром. В святилище этом стоит золотая колонна, на которой панхейскими письменами изложены в основных чертах деяния Урана, Крона и Зевса».
Идея подачи идеала общественного устройства типична для позднеклассической и эллинистической эпох. Однако, в отличие от утопий Платона, Аристотеля, Гипподама и других, Эвгемер не останавливается на уровне полиса (города), а идеологически выходит за его рамки.
Власть на Панхее принадлежит жрецам, потомкам критян, которых некогда на остров привёз Зевс (в роли земного правителя). Эвгемер выделяет три социальные группы: жрецы, к которым добавлены ремесленники; земледельцы; воины и пастухи. Жители острова добровольно подчиняются жрецам, которые, с одной стороны, управляют всеми, а с другой — не имеют права выходить за пределы храмовой территории. Запрет категоричен: такого «нарушителя» имеет право убить первый встречный. Жрецы Панхеи, указывает фон Пёльман, по сути являются не столько деятелями религиозного культа, о котором Эвгемер в сохранившихся отрывках ничего конкретного не пишет, а представляют собой культурную аристократию, которую было бы справедливее назвать не жрецами, а философами.
Панхайя формально монархия, но при этом в сохранившихся отрывках не упоминается о каких-либо прерогативах царской власти, сказано лишь о том, что царю принадлежат лучшие земли и десятая часть урожая (Diod. V. 42. 1), то есть он не является даже собственником всей земли. Наиболее «достойный упоминания» с точки зрения[что?] Эвгемера город Панары живёт «по собственным законам и без царя» (αότονομοι καί άβασίλευτοι), выбирая каждый год трёх архонтов. Не упоминается и какой-либо жреческой или другой культурной роли монарха, ему не воздаются божественные почести. По мнению В. А. Гуторова, царь Панхейи сохранил лишь роль номинального наследника Зевса, «которому полагается лишь почётная рента».
Урожай, собранный земледельцами, рассматривается как общее достояние. При этом жрецы по результатам труда выделяют группы, которые заслужили большую или меньшую долю пропорционально вкладу в общее хозяйство. Аналогично вносят свой вклад скотоводы. Себе жрецы отводят двойную долю. Ещё в XIX веке историки отмечали, что утопия Панхейи не содержит частной собственности, только дома и небольшие сады при них находятся в личной собственности — ничего другого приобрести для частного пользования нельзя.
Р. фон Пёльман провёл сравнение утопии Эвгемера с теорией марксизма: в отличие от него, жители Панхейи «не разделяют точки зрения современной марксистской социал-демократии», так как не отказались от государства, понимают необходимость руководства людьми, а не только производственными процессами и т. д. Однако имеется и некоторое соответствие «идеалу новейшего социализма» в плане распределения благ по трудовому вкладу. Рассмотрев особенности социального устройства Пахейи, фон Пёльман всё же признаёт его «коммунистически-социалистическим» и указывает на сходство с аграрно-коммунистическими общинами в Индии и Аравии.
Рассмотрение Панхейи как утопического социализма встречается и у современных исследователей: так, Д. О. Торшилов называет социальный строй, описываемый Эвгемером, как теократический социализм, в котором среди базовых общественных институтов имеется даже социалистическое соревнование в области производства общественных благ.
Таким образом, описанное в «Священной записи» общество соответствовало концепции Эвгемера обожествления правителей в теории, но при этом противоречило практике: монарх Панхейи не обожествлялся и вообще не играл заметной роли.